# Nightswimming
"Nightswimming" er en sang af det alternative rockband R.E.M. Den blev udgivet i 1993 som den femte single fra gruppens ottende studiealbum Automatic for the People (1992). "Nightswimming" er en ballede med sangeren Michael Stipe akkompagneret af bassisten Mike Mills på klaver (tekst og musik er skrevet af hver af dem, men er krediteret som hele gruppen som sædvanlig), et strengearrangement af den tidligere bassist i Led Zeppelin John Paul Jones, og en prominent obo af Deborah Workman i den sidst den af sangen. Stipe synger om en gruppe venner der nøgenbader om natten, og trækker på en lignende oplevelse fra bandets tidlige dage.

## Spor
Alle sange er skrevet af Bill Berry, Peter Buck, Mike Mills og Michael Stipe.

### 7" Single
1. "Nightswimming" – 4:16
2. "Losing My Religion" (akustisk liveversion) – 4:55

### 12" og CD Maxi-Single
1. "Nightswimming" – 4:16
2. "World Leader Pretend" (akustisk liveversion) – 5:16
3. "Belong" (akustisk liveversion) – 4:40
4. "Low" (akustisk liveversion) – 4:59

(Alle fire akustiske liveversion B-sider er indspillet i Charleston den 28. april 1991 til radioprogram,et Mountain Stage. "Belong" og "Low" er begge taget fra albummet Out of Time)

## Hitlister
| Hitlise (1993)                                   | Højeste placering |
| ------------------------------------------------ | ----------------- |
| Australia (ARIA)                                 | 71                |
| Tyskland (Official German Charts)                | 93                |
| New Zealand (RIANZ)                              | 48                |
| Storbritannien Singles (Official Charts Company) | 27                |